# Municipio de Rusco
El municipio de Rusco (en inglés: Rusco Township) es un municipio ubicado en el condado de Buffalo en el estado estadounidense de Nebraska. En el año 2010 tenía una población de 246 habitantes y una densidad poblacional de 2,26 personas por km².

## Geografía
El municipio de Rusco se encuentra ubicado en las coordenadas 40°55′1″N 99°7′55″O / 40.91694, -99.13194. Según la Oficina del Censo de los Estados Unidos, el municipio tiene una superficie total de 108.81 km², de la cual 108,76 km² corresponden a tierra firme y (0,04 %) 0,05 km² es agua.

## Demografía
Según el censo de 2010, había 246 personas residiendo en el municipio de Rusco. La densidad de población era de 2,26 hab./km². De los 246 habitantes, el municipio de Rusco estaba compuesto por el 100 % blancos. Del total de la población el 0,41 % eran hispanos o latinos de cualquier raza.